# Фишеров насумични шах
|   | a | b | c | d | e | f | g | h |   |
| 8 | a8 black bishop · b8 black knight · c8 black rook · d8 black bishop · e8 black knight · f8 black king · g8 black rook · h8 black queen · a7 black pawn · b7 black pawn · c7 black pawn · d7 black pawn · e7 black pawn · f7 black pawn · g7 black pawn · h7 black pawn · a2 white pawn · b2 white pawn · c2 white pawn · d2 white pawn · e2 white pawn · f2 white pawn · g2 white pawn · h2 white pawn · a1 white bishop · b1 white knight · c1 white rook · d1 white bishop · e1 white knight · f1 white king · g1 white rook · h1 white queen | a8 black bishop · b8 black knight · c8 black rook · d8 black bishop · e8 black knight · f8 black king · g8 black rook · h8 black queen · a7 black pawn · b7 black pawn · c7 black pawn · d7 black pawn · e7 black pawn · f7 black pawn · g7 black pawn · h7 black pawn · a2 white pawn · b2 white pawn · c2 white pawn · d2 white pawn · e2 white pawn · f2 white pawn · g2 white pawn · h2 white pawn · a1 white bishop · b1 white knight · c1 white rook · d1 white bishop · e1 white knight · f1 white king · g1 white rook · h1 white queen | a8 black bishop · b8 black knight · c8 black rook · d8 black bishop · e8 black knight · f8 black king · g8 black rook · h8 black queen · a7 black pawn · b7 black pawn · c7 black pawn · d7 black pawn · e7 black pawn · f7 black pawn · g7 black pawn · h7 black pawn · a2 white pawn · b2 white pawn · c2 white pawn · d2 white pawn · e2 white pawn · f2 white pawn · g2 white pawn · h2 white pawn · a1 white bishop · b1 white knight · c1 white rook · d1 white bishop · e1 white knight · f1 white king · g1 white rook · h1 white queen | a8 black bishop · b8 black knight · c8 black rook · d8 black bishop · e8 black knight · f8 black king · g8 black rook · h8 black queen · a7 black pawn · b7 black pawn · c7 black pawn · d7 black pawn · e7 black pawn · f7 black pawn · g7 black pawn · h7 black pawn · a2 white pawn · b2 white pawn · c2 white pawn · d2 white pawn · e2 white pawn · f2 white pawn · g2 white pawn · h2 white pawn · a1 white bishop · b1 white knight · c1 white rook · d1 white bishop · e1 white knight · f1 white king · g1 white rook · h1 white queen | a8 black bishop · b8 black knight · c8 black rook · d8 black bishop · e8 black knight · f8 black king · g8 black rook · h8 black queen · a7 black pawn · b7 black pawn · c7 black pawn · d7 black pawn · e7 black pawn · f7 black pawn · g7 black pawn · h7 black pawn · a2 white pawn · b2 white pawn · c2 white pawn · d2 white pawn · e2 white pawn · f2 white pawn · g2 white pawn · h2 white pawn · a1 white bishop · b1 white knight · c1 white rook · d1 white bishop · e1 white knight · f1 white king · g1 white rook · h1 white queen | a8 black bishop · b8 black knight · c8 black rook · d8 black bishop · e8 black knight · f8 black king · g8 black rook · h8 black queen · a7 black pawn · b7 black pawn · c7 black pawn · d7 black pawn · e7 black pawn · f7 black pawn · g7 black pawn · h7 black pawn · a2 white pawn · b2 white pawn · c2 white pawn · d2 white pawn · e2 white pawn · f2 white pawn · g2 white pawn · h2 white pawn · a1 white bishop · b1 white knight · c1 white rook · d1 white bishop · e1 white knight · f1 white king · g1 white rook · h1 white queen | a8 black bishop · b8 black knight · c8 black rook · d8 black bishop · e8 black knight · f8 black king · g8 black rook · h8 black queen · a7 black pawn · b7 black pawn · c7 black pawn · d7 black pawn · e7 black pawn · f7 black pawn · g7 black pawn · h7 black pawn · a2 white pawn · b2 white pawn · c2 white pawn · d2 white pawn · e2 white pawn · f2 white pawn · g2 white pawn · h2 white pawn · a1 white bishop · b1 white knight · c1 white rook · d1 white bishop · e1 white knight · f1 white king · g1 white rook · h1 white queen | a8 black bishop · b8 black knight · c8 black rook · d8 black bishop · e8 black knight · f8 black king · g8 black rook · h8 black queen · a7 black pawn · b7 black pawn · c7 black pawn · d7 black pawn · e7 black pawn · f7 black pawn · g7 black pawn · h7 black pawn · a2 white pawn · b2 white pawn · c2 white pawn · d2 white pawn · e2 white pawn · f2 white pawn · g2 white pawn · h2 white pawn · a1 white bishop · b1 white knight · c1 white rook · d1 white bishop · e1 white knight · f1 white king · g1 white rook · h1 white queen | 8 |
| 7 | a8 black bishop · b8 black knight · c8 black rook · d8 black bishop · e8 black knight · f8 black king · g8 black rook · h8 black queen · a7 black pawn · b7 black pawn · c7 black pawn · d7 black pawn · e7 black pawn · f7 black pawn · g7 black pawn · h7 black pawn · a2 white pawn · b2 white pawn · c2 white pawn · d2 white pawn · e2 white pawn · f2 white pawn · g2 white pawn · h2 white pawn · a1 white bishop · b1 white knight · c1 white rook · d1 white bishop · e1 white knight · f1 white king · g1 white rook · h1 white queen | a8 black bishop · b8 black knight · c8 black rook · d8 black bishop · e8 black knight · f8 black king · g8 black rook · h8 black queen · a7 black pawn · b7 black pawn · c7 black pawn · d7 black pawn · e7 black pawn · f7 black pawn · g7 black pawn · h7 black pawn · a2 white pawn · b2 white pawn · c2 white pawn · d2 white pawn · e2 white pawn · f2 white pawn · g2 white pawn · h2 white pawn · a1 white bishop · b1 white knight · c1 white rook · d1 white bishop · e1 white knight · f1 white king · g1 white rook · h1 white queen | a8 black bishop · b8 black knight · c8 black rook · d8 black bishop · e8 black knight · f8 black king · g8 black rook · h8 black queen · a7 black pawn · b7 black pawn · c7 black pawn · d7 black pawn · e7 black pawn · f7 black pawn · g7 black pawn · h7 black pawn · a2 white pawn · b2 white pawn · c2 white pawn · d2 white pawn · e2 white pawn · f2 white pawn · g2 white pawn · h2 white pawn · a1 white bishop · b1 white knight · c1 white rook · d1 white bishop · e1 white knight · f1 white king · g1 white rook · h1 white queen | a8 black bishop · b8 black knight · c8 black rook · d8 black bishop · e8 black knight · f8 black king · g8 black rook · h8 black queen · a7 black pawn · b7 black pawn · c7 black pawn · d7 black pawn · e7 black pawn · f7 black pawn · g7 black pawn · h7 black pawn · a2 white pawn · b2 white pawn · c2 white pawn · d2 white pawn · e2 white pawn · f2 white pawn · g2 white pawn · h2 white pawn · a1 white bishop · b1 white knight · c1 white rook · d1 white bishop · e1 white knight · f1 white king · g1 white rook · h1 white queen | a8 black bishop · b8 black knight · c8 black rook · d8 black bishop · e8 black knight · f8 black king · g8 black rook · h8 black queen · a7 black pawn · b7 black pawn · c7 black pawn · d7 black pawn · e7 black pawn · f7 black pawn · g7 black pawn · h7 black pawn · a2 white pawn · b2 white pawn · c2 white pawn · d2 white pawn · e2 white pawn · f2 white pawn · g2 white pawn · h2 white pawn · a1 white bishop · b1 white knight · c1 white rook · d1 white bishop · e1 white knight · f1 white king · g1 white rook · h1 white queen | a8 black bishop · b8 black knight · c8 black rook · d8 black bishop · e8 black knight · f8 black king · g8 black rook · h8 black queen · a7 black pawn · b7 black pawn · c7 black pawn · d7 black pawn · e7 black pawn · f7 black pawn · g7 black pawn · h7 black pawn · a2 white pawn · b2 white pawn · c2 white pawn · d2 white pawn · e2 white pawn · f2 white pawn · g2 white pawn · h2 white pawn · a1 white bishop · b1 white knight · c1 white rook · d1 white bishop · e1 white knight · f1 white king · g1 white rook · h1 white queen | a8 black bishop · b8 black knight · c8 black rook · d8 black bishop · e8 black knight · f8 black king · g8 black rook · h8 black queen · a7 black pawn · b7 black pawn · c7 black pawn · d7 black pawn · e7 black pawn · f7 black pawn · g7 black pawn · h7 black pawn · a2 white pawn · b2 white pawn · c2 white pawn · d2 white pawn · e2 white pawn · f2 white pawn · g2 white pawn · h2 white pawn · a1 white bishop · b1 white knight · c1 white rook · d1 white bishop · e1 white knight · f1 white king · g1 white rook · h1 white queen | a8 black bishop · b8 black knight · c8 black rook · d8 black bishop · e8 black knight · f8 black king · g8 black rook · h8 black queen · a7 black pawn · b7 black pawn · c7 black pawn · d7 black pawn · e7 black pawn · f7 black pawn · g7 black pawn · h7 black pawn · a2 white pawn · b2 white pawn · c2 white pawn · d2 white pawn · e2 white pawn · f2 white pawn · g2 white pawn · h2 white pawn · a1 white bishop · b1 white knight · c1 white rook · d1 white bishop · e1 white knight · f1 white king · g1 white rook · h1 white queen | 7 |
| 6 | a8 black bishop · b8 black knight · c8 black rook · d8 black bishop · e8 black knight · f8 black king · g8 black rook · h8 black queen · a7 black pawn · b7 black pawn · c7 black pawn · d7 black pawn · e7 black pawn · f7 black pawn · g7 black pawn · h7 black pawn · a2 white pawn · b2 white pawn · c2 white pawn · d2 white pawn · e2 white pawn · f2 white pawn · g2 white pawn · h2 white pawn · a1 white bishop · b1 white knight · c1 white rook · d1 white bishop · e1 white knight · f1 white king · g1 white rook · h1 white queen | a8 black bishop · b8 black knight · c8 black rook · d8 black bishop · e8 black knight · f8 black king · g8 black rook · h8 black queen · a7 black pawn · b7 black pawn · c7 black pawn · d7 black pawn · e7 black pawn · f7 black pawn · g7 black pawn · h7 black pawn · a2 white pawn · b2 white pawn · c2 white pawn · d2 white pawn · e2 white pawn · f2 white pawn · g2 white pawn · h2 white pawn · a1 white bishop · b1 white knight · c1 white rook · d1 white bishop · e1 white knight · f1 white king · g1 white rook · h1 white queen | a8 black bishop · b8 black knight · c8 black rook · d8 black bishop · e8 black knight · f8 black king · g8 black rook · h8 black queen · a7 black pawn · b7 black pawn · c7 black pawn · d7 black pawn · e7 black pawn · f7 black pawn · g7 black pawn · h7 black pawn · a2 white pawn · b2 white pawn · c2 white pawn · d2 white pawn · e2 white pawn · f2 white pawn · g2 white pawn · h2 white pawn · a1 white bishop · b1 white knight · c1 white rook · d1 white bishop · e1 white knight · f1 white king · g1 white rook · h1 white queen | a8 black bishop · b8 black knight · c8 black rook · d8 black bishop · e8 black knight · f8 black king · g8 black rook · h8 black queen · a7 black pawn · b7 black pawn · c7 black pawn · d7 black pawn · e7 black pawn · f7 black pawn · g7 black pawn · h7 black pawn · a2 white pawn · b2 white pawn · c2 white pawn · d2 white pawn · e2 white pawn · f2 white pawn · g2 white pawn · h2 white pawn · a1 white bishop · b1 white knight · c1 white rook · d1 white bishop · e1 white knight · f1 white king · g1 white rook · h1 white queen | a8 black bishop · b8 black knight · c8 black rook · d8 black bishop · e8 black knight · f8 black king · g8 black rook · h8 black queen · a7 black pawn · b7 black pawn · c7 black pawn · d7 black pawn · e7 black pawn · f7 black pawn · g7 black pawn · h7 black pawn · a2 white pawn · b2 white pawn · c2 white pawn · d2 white pawn · e2 white pawn · f2 white pawn · g2 white pawn · h2 white pawn · a1 white bishop · b1 white knight · c1 white rook · d1 white bishop · e1 white knight · f1 white king · g1 white rook · h1 white queen | a8 black bishop · b8 black knight · c8 black rook · d8 black bishop · e8 black knight · f8 black king · g8 black rook · h8 black queen · a7 black pawn · b7 black pawn · c7 black pawn · d7 black pawn · e7 black pawn · f7 black pawn · g7 black pawn · h7 black pawn · a2 white pawn · b2 white pawn · c2 white pawn · d2 white pawn · e2 white pawn · f2 white pawn · g2 white pawn · h2 white pawn · a1 white bishop · b1 white knight · c1 white rook · d1 white bishop · e1 white knight · f1 white king · g1 white rook · h1 white queen | a8 black bishop · b8 black knight · c8 black rook · d8 black bishop · e8 black knight · f8 black king · g8 black rook · h8 black queen · a7 black pawn · b7 black pawn · c7 black pawn · d7 black pawn · e7 black pawn · f7 black pawn · g7 black pawn · h7 black pawn · a2 white pawn · b2 white pawn · c2 white pawn · d2 white pawn · e2 white pawn · f2 white pawn · g2 white pawn · h2 white pawn · a1 white bishop · b1 white knight · c1 white rook · d1 white bishop · e1 white knight · f1 white king · g1 white rook · h1 white queen | a8 black bishop · b8 black knight · c8 black rook · d8 black bishop · e8 black knight · f8 black king · g8 black rook · h8 black queen · a7 black pawn · b7 black pawn · c7 black pawn · d7 black pawn · e7 black pawn · f7 black pawn · g7 black pawn · h7 black pawn · a2 white pawn · b2 white pawn · c2 white pawn · d2 white pawn · e2 white pawn · f2 white pawn · g2 white pawn · h2 white pawn · a1 white bishop · b1 white knight · c1 white rook · d1 white bishop · e1 white knight · f1 white king · g1 white rook · h1 white queen | 6 |
| 5 | a8 black bishop · b8 black knight · c8 black rook · d8 black bishop · e8 black knight · f8 black king · g8 black rook · h8 black queen · a7 black pawn · b7 black pawn · c7 black pawn · d7 black pawn · e7 black pawn · f7 black pawn · g7 black pawn · h7 black pawn · a2 white pawn · b2 white pawn · c2 white pawn · d2 white pawn · e2 white pawn · f2 white pawn · g2 white pawn · h2 white pawn · a1 white bishop · b1 white knight · c1 white rook · d1 white bishop · e1 white knight · f1 white king · g1 white rook · h1 white queen | a8 black bishop · b8 black knight · c8 black rook · d8 black bishop · e8 black knight · f8 black king · g8 black rook · h8 black queen · a7 black pawn · b7 black pawn · c7 black pawn · d7 black pawn · e7 black pawn · f7 black pawn · g7 black pawn · h7 black pawn · a2 white pawn · b2 white pawn · c2 white pawn · d2 white pawn · e2 white pawn · f2 white pawn · g2 white pawn · h2 white pawn · a1 white bishop · b1 white knight · c1 white rook · d1 white bishop · e1 white knight · f1 white king · g1 white rook · h1 white queen | a8 black bishop · b8 black knight · c8 black rook · d8 black bishop · e8 black knight · f8 black king · g8 black rook · h8 black queen · a7 black pawn · b7 black pawn · c7 black pawn · d7 black pawn · e7 black pawn · f7 black pawn · g7 black pawn · h7 black pawn · a2 white pawn · b2 white pawn · c2 white pawn · d2 white pawn · e2 white pawn · f2 white pawn · g2 white pawn · h2 white pawn · a1 white bishop · b1 white knight · c1 white rook · d1 white bishop · e1 white knight · f1 white king · g1 white rook · h1 white queen | a8 black bishop · b8 black knight · c8 black rook · d8 black bishop · e8 black knight · f8 black king · g8 black rook · h8 black queen · a7 black pawn · b7 black pawn · c7 black pawn · d7 black pawn · e7 black pawn · f7 black pawn · g7 black pawn · h7 black pawn · a2 white pawn · b2 white pawn · c2 white pawn · d2 white pawn · e2 white pawn · f2 white pawn · g2 white pawn · h2 white pawn · a1 white bishop · b1 white knight · c1 white rook · d1 white bishop · e1 white knight · f1 white king · g1 white rook · h1 white queen | a8 black bishop · b8 black knight · c8 black rook · d8 black bishop · e8 black knight · f8 black king · g8 black rook · h8 black queen · a7 black pawn · b7 black pawn · c7 black pawn · d7 black pawn · e7 black pawn · f7 black pawn · g7 black pawn · h7 black pawn · a2 white pawn · b2 white pawn · c2 white pawn · d2 white pawn · e2 white pawn · f2 white pawn · g2 white pawn · h2 white pawn · a1 white bishop · b1 white knight · c1 white rook · d1 white bishop · e1 white knight · f1 white king · g1 white rook · h1 white queen | a8 black bishop · b8 black knight · c8 black rook · d8 black bishop · e8 black knight · f8 black king · g8 black rook · h8 black queen · a7 black pawn · b7 black pawn · c7 black pawn · d7 black pawn · e7 black pawn · f7 black pawn · g7 black pawn · h7 black pawn · a2 white pawn · b2 white pawn · c2 white pawn · d2 white pawn · e2 white pawn · f2 white pawn · g2 white pawn · h2 white pawn · a1 white bishop · b1 white knight · c1 white rook · d1 white bishop · e1 white knight · f1 white king · g1 white rook · h1 white queen | a8 black bishop · b8 black knight · c8 black rook · d8 black bishop · e8 black knight · f8 black king · g8 black rook · h8 black queen · a7 black pawn · b7 black pawn · c7 black pawn · d7 black pawn · e7 black pawn · f7 black pawn · g7 black pawn · h7 black pawn · a2 white pawn · b2 white pawn · c2 white pawn · d2 white pawn · e2 white pawn · f2 white pawn · g2 white pawn · h2 white pawn · a1 white bishop · b1 white knight · c1 white rook · d1 white bishop · e1 white knight · f1 white king · g1 white rook · h1 white queen | a8 black bishop · b8 black knight · c8 black rook · d8 black bishop · e8 black knight · f8 black king · g8 black rook · h8 black queen · a7 black pawn · b7 black pawn · c7 black pawn · d7 black pawn · e7 black pawn · f7 black pawn · g7 black pawn · h7 black pawn · a2 white pawn · b2 white pawn · c2 white pawn · d2 white pawn · e2 white pawn · f2 white pawn · g2 white pawn · h2 white pawn · a1 white bishop · b1 white knight · c1 white rook · d1 white bishop · e1 white knight · f1 white king · g1 white rook · h1 white queen | 5 |
| 4 | a8 black bishop · b8 black knight · c8 black rook · d8 black bishop · e8 black knight · f8 black king · g8 black rook · h8 black queen · a7 black pawn · b7 black pawn · c7 black pawn · d7 black pawn · e7 black pawn · f7 black pawn · g7 black pawn · h7 black pawn · a2 white pawn · b2 white pawn · c2 white pawn · d2 white pawn · e2 white pawn · f2 white pawn · g2 white pawn · h2 white pawn · a1 white bishop · b1 white knight · c1 white rook · d1 white bishop · e1 white knight · f1 white king · g1 white rook · h1 white queen | a8 black bishop · b8 black knight · c8 black rook · d8 black bishop · e8 black knight · f8 black king · g8 black rook · h8 black queen · a7 black pawn · b7 black pawn · c7 black pawn · d7 black pawn · e7 black pawn · f7 black pawn · g7 black pawn · h7 black pawn · a2 white pawn · b2 white pawn · c2 white pawn · d2 white pawn · e2 white pawn · f2 white pawn · g2 white pawn · h2 white pawn · a1 white bishop · b1 white knight · c1 white rook · d1 white bishop · e1 white knight · f1 white king · g1 white rook · h1 white queen | a8 black bishop · b8 black knight · c8 black rook · d8 black bishop · e8 black knight · f8 black king · g8 black rook · h8 black queen · a7 black pawn · b7 black pawn · c7 black pawn · d7 black pawn · e7 black pawn · f7 black pawn · g7 black pawn · h7 black pawn · a2 white pawn · b2 white pawn · c2 white pawn · d2 white pawn · e2 white pawn · f2 white pawn · g2 white pawn · h2 white pawn · a1 white bishop · b1 white knight · c1 white rook · d1 white bishop · e1 white knight · f1 white king · g1 white rook · h1 white queen | a8 black bishop · b8 black knight · c8 black rook · d8 black bishop · e8 black knight · f8 black king · g8 black rook · h8 black queen · a7 black pawn · b7 black pawn · c7 black pawn · d7 black pawn · e7 black pawn · f7 black pawn · g7 black pawn · h7 black pawn · a2 white pawn · b2 white pawn · c2 white pawn · d2 white pawn · e2 white pawn · f2 white pawn · g2 white pawn · h2 white pawn · a1 white bishop · b1 white knight · c1 white rook · d1 white bishop · e1 white knight · f1 white king · g1 white rook · h1 white queen | a8 black bishop · b8 black knight · c8 black rook · d8 black bishop · e8 black knight · f8 black king · g8 black rook · h8 black queen · a7 black pawn · b7 black pawn · c7 black pawn · d7 black pawn · e7 black pawn · f7 black pawn · g7 black pawn · h7 black pawn · a2 white pawn · b2 white pawn · c2 white pawn · d2 white pawn · e2 white pawn · f2 white pawn · g2 white pawn · h2 white pawn · a1 white bishop · b1 white knight · c1 white rook · d1 white bishop · e1 white knight · f1 white king · g1 white rook · h1 white queen | a8 black bishop · b8 black knight · c8 black rook · d8 black bishop · e8 black knight · f8 black king · g8 black rook · h8 black queen · a7 black pawn · b7 black pawn · c7 black pawn · d7 black pawn · e7 black pawn · f7 black pawn · g7 black pawn · h7 black pawn · a2 white pawn · b2 white pawn · c2 white pawn · d2 white pawn · e2 white pawn · f2 white pawn · g2 white pawn · h2 white pawn · a1 white bishop · b1 white knight · c1 white rook · d1 white bishop · e1 white knight · f1 white king · g1 white rook · h1 white queen | a8 black bishop · b8 black knight · c8 black rook · d8 black bishop · e8 black knight · f8 black king · g8 black rook · h8 black queen · a7 black pawn · b7 black pawn · c7 black pawn · d7 black pawn · e7 black pawn · f7 black pawn · g7 black pawn · h7 black pawn · a2 white pawn · b2 white pawn · c2 white pawn · d2 white pawn · e2 white pawn · f2 white pawn · g2 white pawn · h2 white pawn · a1 white bishop · b1 white knight · c1 white rook · d1 white bishop · e1 white knight · f1 white king · g1 white rook · h1 white queen | a8 black bishop · b8 black knight · c8 black rook · d8 black bishop · e8 black knight · f8 black king · g8 black rook · h8 black queen · a7 black pawn · b7 black pawn · c7 black pawn · d7 black pawn · e7 black pawn · f7 black pawn · g7 black pawn · h7 black pawn · a2 white pawn · b2 white pawn · c2 white pawn · d2 white pawn · e2 white pawn · f2 white pawn · g2 white pawn · h2 white pawn · a1 white bishop · b1 white knight · c1 white rook · d1 white bishop · e1 white knight · f1 white king · g1 white rook · h1 white queen | 4 |
| 3 | a8 black bishop · b8 black knight · c8 black rook · d8 black bishop · e8 black knight · f8 black king · g8 black rook · h8 black queen · a7 black pawn · b7 black pawn · c7 black pawn · d7 black pawn · e7 black pawn · f7 black pawn · g7 black pawn · h7 black pawn · a2 white pawn · b2 white pawn · c2 white pawn · d2 white pawn · e2 white pawn · f2 white pawn · g2 white pawn · h2 white pawn · a1 white bishop · b1 white knight · c1 white rook · d1 white bishop · e1 white knight · f1 white king · g1 white rook · h1 white queen | a8 black bishop · b8 black knight · c8 black rook · d8 black bishop · e8 black knight · f8 black king · g8 black rook · h8 black queen · a7 black pawn · b7 black pawn · c7 black pawn · d7 black pawn · e7 black pawn · f7 black pawn · g7 black pawn · h7 black pawn · a2 white pawn · b2 white pawn · c2 white pawn · d2 white pawn · e2 white pawn · f2 white pawn · g2 white pawn · h2 white pawn · a1 white bishop · b1 white knight · c1 white rook · d1 white bishop · e1 white knight · f1 white king · g1 white rook · h1 white queen | a8 black bishop · b8 black knight · c8 black rook · d8 black bishop · e8 black knight · f8 black king · g8 black rook · h8 black queen · a7 black pawn · b7 black pawn · c7 black pawn · d7 black pawn · e7 black pawn · f7 black pawn · g7 black pawn · h7 black pawn · a2 white pawn · b2 white pawn · c2 white pawn · d2 white pawn · e2 white pawn · f2 white pawn · g2 white pawn · h2 white pawn · a1 white bishop · b1 white knight · c1 white rook · d1 white bishop · e1 white knight · f1 white king · g1 white rook · h1 white queen | a8 black bishop · b8 black knight · c8 black rook · d8 black bishop · e8 black knight · f8 black king · g8 black rook · h8 black queen · a7 black pawn · b7 black pawn · c7 black pawn · d7 black pawn · e7 black pawn · f7 black pawn · g7 black pawn · h7 black pawn · a2 white pawn · b2 white pawn · c2 white pawn · d2 white pawn · e2 white pawn · f2 white pawn · g2 white pawn · h2 white pawn · a1 white bishop · b1 white knight · c1 white rook · d1 white bishop · e1 white knight · f1 white king · g1 white rook · h1 white queen | a8 black bishop · b8 black knight · c8 black rook · d8 black bishop · e8 black knight · f8 black king · g8 black rook · h8 black queen · a7 black pawn · b7 black pawn · c7 black pawn · d7 black pawn · e7 black pawn · f7 black pawn · g7 black pawn · h7 black pawn · a2 white pawn · b2 white pawn · c2 white pawn · d2 white pawn · e2 white pawn · f2 white pawn · g2 white pawn · h2 white pawn · a1 white bishop · b1 white knight · c1 white rook · d1 white bishop · e1 white knight · f1 white king · g1 white rook · h1 white queen | a8 black bishop · b8 black knight · c8 black rook · d8 black bishop · e8 black knight · f8 black king · g8 black rook · h8 black queen · a7 black pawn · b7 black pawn · c7 black pawn · d7 black pawn · e7 black pawn · f7 black pawn · g7 black pawn · h7 black pawn · a2 white pawn · b2 white pawn · c2 white pawn · d2 white pawn · e2 white pawn · f2 white pawn · g2 white pawn · h2 white pawn · a1 white bishop · b1 white knight · c1 white rook · d1 white bishop · e1 white knight · f1 white king · g1 white rook · h1 white queen | a8 black bishop · b8 black knight · c8 black rook · d8 black bishop · e8 black knight · f8 black king · g8 black rook · h8 black queen · a7 black pawn · b7 black pawn · c7 black pawn · d7 black pawn · e7 black pawn · f7 black pawn · g7 black pawn · h7 black pawn · a2 white pawn · b2 white pawn · c2 white pawn · d2 white pawn · e2 white pawn · f2 white pawn · g2 white pawn · h2 white pawn · a1 white bishop · b1 white knight · c1 white rook · d1 white bishop · e1 white knight · f1 white king · g1 white rook · h1 white queen | a8 black bishop · b8 black knight · c8 black rook · d8 black bishop · e8 black knight · f8 black king · g8 black rook · h8 black queen · a7 black pawn · b7 black pawn · c7 black pawn · d7 black pawn · e7 black pawn · f7 black pawn · g7 black pawn · h7 black pawn · a2 white pawn · b2 white pawn · c2 white pawn · d2 white pawn · e2 white pawn · f2 white pawn · g2 white pawn · h2 white pawn · a1 white bishop · b1 white knight · c1 white rook · d1 white bishop · e1 white knight · f1 white king · g1 white rook · h1 white queen | 3 |
| 2 | a8 black bishop · b8 black knight · c8 black rook · d8 black bishop · e8 black knight · f8 black king · g8 black rook · h8 black queen · a7 black pawn · b7 black pawn · c7 black pawn · d7 black pawn · e7 black pawn · f7 black pawn · g7 black pawn · h7 black pawn · a2 white pawn · b2 white pawn · c2 white pawn · d2 white pawn · e2 white pawn · f2 white pawn · g2 white pawn · h2 white pawn · a1 white bishop · b1 white knight · c1 white rook · d1 white bishop · e1 white knight · f1 white king · g1 white rook · h1 white queen | a8 black bishop · b8 black knight · c8 black rook · d8 black bishop · e8 black knight · f8 black king · g8 black rook · h8 black queen · a7 black pawn · b7 black pawn · c7 black pawn · d7 black pawn · e7 black pawn · f7 black pawn · g7 black pawn · h7 black pawn · a2 white pawn · b2 white pawn · c2 white pawn · d2 white pawn · e2 white pawn · f2 white pawn · g2 white pawn · h2 white pawn · a1 white bishop · b1 white knight · c1 white rook · d1 white bishop · e1 white knight · f1 white king · g1 white rook · h1 white queen | a8 black bishop · b8 black knight · c8 black rook · d8 black bishop · e8 black knight · f8 black king · g8 black rook · h8 black queen · a7 black pawn · b7 black pawn · c7 black pawn · d7 black pawn · e7 black pawn · f7 black pawn · g7 black pawn · h7 black pawn · a2 white pawn · b2 white pawn · c2 white pawn · d2 white pawn · e2 white pawn · f2 white pawn · g2 white pawn · h2 white pawn · a1 white bishop · b1 white knight · c1 white rook · d1 white bishop · e1 white knight · f1 white king · g1 white rook · h1 white queen | a8 black bishop · b8 black knight · c8 black rook · d8 black bishop · e8 black knight · f8 black king · g8 black rook · h8 black queen · a7 black pawn · b7 black pawn · c7 black pawn · d7 black pawn · e7 black pawn · f7 black pawn · g7 black pawn · h7 black pawn · a2 white pawn · b2 white pawn · c2 white pawn · d2 white pawn · e2 white pawn · f2 white pawn · g2 white pawn · h2 white pawn · a1 white bishop · b1 white knight · c1 white rook · d1 white bishop · e1 white knight · f1 white king · g1 white rook · h1 white queen | a8 black bishop · b8 black knight · c8 black rook · d8 black bishop · e8 black knight · f8 black king · g8 black rook · h8 black queen · a7 black pawn · b7 black pawn · c7 black pawn · d7 black pawn · e7 black pawn · f7 black pawn · g7 black pawn · h7 black pawn · a2 white pawn · b2 white pawn · c2 white pawn · d2 white pawn · e2 white pawn · f2 white pawn · g2 white pawn · h2 white pawn · a1 white bishop · b1 white knight · c1 white rook · d1 white bishop · e1 white knight · f1 white king · g1 white rook · h1 white queen | a8 black bishop · b8 black knight · c8 black rook · d8 black bishop · e8 black knight · f8 black king · g8 black rook · h8 black queen · a7 black pawn · b7 black pawn · c7 black pawn · d7 black pawn · e7 black pawn · f7 black pawn · g7 black pawn · h7 black pawn · a2 white pawn · b2 white pawn · c2 white pawn · d2 white pawn · e2 white pawn · f2 white pawn · g2 white pawn · h2 white pawn · a1 white bishop · b1 white knight · c1 white rook · d1 white bishop · e1 white knight · f1 white king · g1 white rook · h1 white queen | a8 black bishop · b8 black knight · c8 black rook · d8 black bishop · e8 black knight · f8 black king · g8 black rook · h8 black queen · a7 black pawn · b7 black pawn · c7 black pawn · d7 black pawn · e7 black pawn · f7 black pawn · g7 black pawn · h7 black pawn · a2 white pawn · b2 white pawn · c2 white pawn · d2 white pawn · e2 white pawn · f2 white pawn · g2 white pawn · h2 white pawn · a1 white bishop · b1 white knight · c1 white rook · d1 white bishop · e1 white knight · f1 white king · g1 white rook · h1 white queen | a8 black bishop · b8 black knight · c8 black rook · d8 black bishop · e8 black knight · f8 black king · g8 black rook · h8 black queen · a7 black pawn · b7 black pawn · c7 black pawn · d7 black pawn · e7 black pawn · f7 black pawn · g7 black pawn · h7 black pawn · a2 white pawn · b2 white pawn · c2 white pawn · d2 white pawn · e2 white pawn · f2 white pawn · g2 white pawn · h2 white pawn · a1 white bishop · b1 white knight · c1 white rook · d1 white bishop · e1 white knight · f1 white king · g1 white rook · h1 white queen | 2 |
| 1 | a8 black bishop · b8 black knight · c8 black rook · d8 black bishop · e8 black knight · f8 black king · g8 black rook · h8 black queen · a7 black pawn · b7 black pawn · c7 black pawn · d7 black pawn · e7 black pawn · f7 black pawn · g7 black pawn · h7 black pawn · a2 white pawn · b2 white pawn · c2 white pawn · d2 white pawn · e2 white pawn · f2 white pawn · g2 white pawn · h2 white pawn · a1 white bishop · b1 white knight · c1 white rook · d1 white bishop · e1 white knight · f1 white king · g1 white rook · h1 white queen | a8 black bishop · b8 black knight · c8 black rook · d8 black bishop · e8 black knight · f8 black king · g8 black rook · h8 black queen · a7 black pawn · b7 black pawn · c7 black pawn · d7 black pawn · e7 black pawn · f7 black pawn · g7 black pawn · h7 black pawn · a2 white pawn · b2 white pawn · c2 white pawn · d2 white pawn · e2 white pawn · f2 white pawn · g2 white pawn · h2 white pawn · a1 white bishop · b1 white knight · c1 white rook · d1 white bishop · e1 white knight · f1 white king · g1 white rook · h1 white queen | a8 black bishop · b8 black knight · c8 black rook · d8 black bishop · e8 black knight · f8 black king · g8 black rook · h8 black queen · a7 black pawn · b7 black pawn · c7 black pawn · d7 black pawn · e7 black pawn · f7 black pawn · g7 black pawn · h7 black pawn · a2 white pawn · b2 white pawn · c2 white pawn · d2 white pawn · e2 white pawn · f2 white pawn · g2 white pawn · h2 white pawn · a1 white bishop · b1 white knight · c1 white rook · d1 white bishop · e1 white knight · f1 white king · g1 white rook · h1 white queen | a8 black bishop · b8 black knight · c8 black rook · d8 black bishop · e8 black knight · f8 black king · g8 black rook · h8 black queen · a7 black pawn · b7 black pawn · c7 black pawn · d7 black pawn · e7 black pawn · f7 black pawn · g7 black pawn · h7 black pawn · a2 white pawn · b2 white pawn · c2 white pawn · d2 white pawn · e2 white pawn · f2 white pawn · g2 white pawn · h2 white pawn · a1 white bishop · b1 white knight · c1 white rook · d1 white bishop · e1 white knight · f1 white king · g1 white rook · h1 white queen | a8 black bishop · b8 black knight · c8 black rook · d8 black bishop · e8 black knight · f8 black king · g8 black rook · h8 black queen · a7 black pawn · b7 black pawn · c7 black pawn · d7 black pawn · e7 black pawn · f7 black pawn · g7 black pawn · h7 black pawn · a2 white pawn · b2 white pawn · c2 white pawn · d2 white pawn · e2 white pawn · f2 white pawn · g2 white pawn · h2 white pawn · a1 white bishop · b1 white knight · c1 white rook · d1 white bishop · e1 white knight · f1 white king · g1 white rook · h1 white queen | a8 black bishop · b8 black knight · c8 black rook · d8 black bishop · e8 black knight · f8 black king · g8 black rook · h8 black queen · a7 black pawn · b7 black pawn · c7 black pawn · d7 black pawn · e7 black pawn · f7 black pawn · g7 black pawn · h7 black pawn · a2 white pawn · b2 white pawn · c2 white pawn · d2 white pawn · e2 white pawn · f2 white pawn · g2 white pawn · h2 white pawn · a1 white bishop · b1 white knight · c1 white rook · d1 white bishop · e1 white knight · f1 white king · g1 white rook · h1 white queen | a8 black bishop · b8 black knight · c8 black rook · d8 black bishop · e8 black knight · f8 black king · g8 black rook · h8 black queen · a7 black pawn · b7 black pawn · c7 black pawn · d7 black pawn · e7 black pawn · f7 black pawn · g7 black pawn · h7 black pawn · a2 white pawn · b2 white pawn · c2 white pawn · d2 white pawn · e2 white pawn · f2 white pawn · g2 white pawn · h2 white pawn · a1 white bishop · b1 white knight · c1 white rook · d1 white bishop · e1 white knight · f1 white king · g1 white rook · h1 white queen | a8 black bishop · b8 black knight · c8 black rook · d8 black bishop · e8 black knight · f8 black king · g8 black rook · h8 black queen · a7 black pawn · b7 black pawn · c7 black pawn · d7 black pawn · e7 black pawn · f7 black pawn · g7 black pawn · h7 black pawn · a2 white pawn · b2 white pawn · c2 white pawn · d2 white pawn · e2 white pawn · f2 white pawn · g2 white pawn · h2 white pawn · a1 white bishop · b1 white knight · c1 white rook · d1 white bishop · e1 white knight · f1 white king · g1 white rook · h1 white queen | 1 |
|   | a | b | c | d | e | f | g | h |   |

Фишеров насумични шах (зван и Шах960, „Фишеров случајни шах“, „ФР Шах“ или „ФРЦ") је варијанта шаха који је измислио велемајстор Боби Фишер (који је био светски шампион у шаху од 1972. до 1975).
Први пут је представљен 19. јуна 1996. у Буенос Ајресу, Аргентина. Фишеров циљ био је да створи шаховску варијанту у којој ће шаховска креативност и таленат бити важнији него меморисање и анализа шаховских отварања. Његов приступ је био да створи насумичну почетну позицију, која ће тако учинити меморисање серије почетних потеза од мање важности.
Велемајстор Светозар Глигорић објавио је 2002. књигу Хоћемо ли играти Фишеров случајни шах?, популаришући ову варијанту шаха.

## Почетна позиција
Почетна позиција Фишеровог насумичног шаха мора да испуњава следећа правила:
- Бели пешаци се налазе на својим уобичајеним пољима.
- Све остале беле фигуре налазе се у првом реду.
- Бели краљ се поставља било где између два бела топа.
- Бели ловци се постављају на два поља различитих боја.
- Црне фигуре се постављају у истом али супротном редоследу наспрам белих фигура. На пример, ако је бели краљ постављен на b1, онда је црни краљ постављен на b8.

Треба напоменути да се краљ никада не поставља на поља „a“ или „h“, јер онда не би било места за топа.

## Сличне шаховске варијанте
Постоје и друге шаховске варијанте које се играју слично Фишеровом насумичном шаху.
То су:
- Шах са краљем у углу: као и у Фишеровом насумичном шаху, постављање фигура на првом и осмом реду су насумичне, али с краљем у десном углу. Почетна позиција црног се добија на тај начин што се позиција белог ротира за 180 степени око центра табле.
- Трансцендентални шах: сличан је Фишеровом насумичном шаху, али почетне позиције белог и црног нису као у огледалу. (Такође се зове Дупли Фишеров насумични шах или Дивљи шах)

## Светски шампионат у компјутерском Шаху960
Марк Фогелсганг и Ерик ван Рем су за време шаховског турнира у класичном шаху у Мајнцу 2005. организовали први светски шампионат у компјутерском Шаху960.  Дветнаест програма, укључујући и моћни Shredder играло је на турниру. Програм Spike постао је први компјутерски светски шампион у Шаху960.